# Marc Feldmann
Marc Feldmann es un doctor en medicina e inmunólogo australiano-británico, líder del equipo de investigación del Kennedy Institute of Rheumatology de Londres, centro desde el cual buscan nuevos fármacos y tratamientos para la artritis reumatoide, como las sustancias anti-TNF, que tratan de combatir los efectos inflamatorios de las citoquinas. Es un Fellow de Somerville College.
Por sus trabajos de vanguardia en este campo de la reumatología, recibió en 2000 el Premio Crafoord de Biociencias, el cual compartió con el Dr. Ravinder N. Maini.
- Datos: Q6755546